# 宋毋忌
宋毋忌是戰國時代燕國的方士，在燕齊一帶修習方仙道之術，毋通假“無”，一作宋無忌。其人在最初作爲傳習仙道的方士，燕齊時就已經有人到達海中神山，秦朝時作爲秦始皇寻不老藥的向導，漢朝之後被視爲火精的形象。《西漢演義》中曾經提到，宋無忌給秦始皇推薦徐福尋不老藥，說東海中有三神山，有山中十洲三島和蓬萊方丈。《椿說弓張月》的后篇中說到，宋無忌是徐福的推薦者，還説徐福因怕若得到不老藥有後患，所以留在了熊野不再回到唐山。早在先秦時期就有不老药的記載，根據《列子·汤问》中商汤和夏革的讨论，提及勃海之东有五座仙山，一曰岱輿，二曰員嶠，三曰方壺，四曰瀛洲，五曰蓬萊，山中所居者皆爲仙人，其山中有食之長生不老之物。志怪傳説中宋毋忌被稱為火仙，一說月中仙人。《水滸傳》的第三十五回中寫道：宋無忌忿怒，騎火騾子飛走到人間。文中把宋無忌和火精的形象描述在了一起。晚唐大臣牛僧孺筑宋大宪庙，其庙为奉火精宋无忌而建造，以防火灾火患。宋代的知州王信和明代的知府冒政曾重修過庙迹。